# Joppécourt
 Joppécourt  es una comuna y población de Francia, en la región de Lorena, departamento de Meurthe y Mosela, en el distrito de Briey y cantón de Audun-le-Roman.
Está integrada en la Communauté de communes du Pays Audunois .

## Demografía[3]
| 296 | 288 | 344 | 300 | 375 | 382 | ABS. | ABS. | ABS. | 355 | 339 | 321 | 303 | 289 | 276 | 264 | 275 | 268 | 257 | 235 | 214 | 211 | 236 | 211 | 179 | 197 | 215 | 184 | 161 | 110 | 124 | 139 | 136 |
| Para los censos de 1962 a 1999 la población legal corresponde a la población sin duplicidades (Fuente: INSEE [Consultar]) |     |     |     |     |     |      |      |      |     |     |     |     |     |     |     |     |     |     |     |     |     |     |     |     |     |     |     |     |     |     |     |     |